# Накхонпатхом (провінція)
Накхонпатхом (тай. จังหวัดนครปฐม) — провінція в центральній частині Таїланду. Площа становить 2168,3 км², населення за даними на 2011 рік — 866 064 ос. Накхонпатхом розташований на річці Тхачін (відгалуженні річки Чаупхрая). Накхонпатхом — частина агломерації Великого Бангкока.
Адміністративний центр — місто Накхонпатхом.
Столиця провінції — місто Накхонпатхом. Адміністративно розділена на 7 районів (ампхе), які, в свою чергу, поділяються на 105 (тамбонів) і 919 сіл (мубанів).

## Пам'ятки
На території провінції знаходиться Пхра Патом Чеді — найвища буддійська ступа в світі (127 м). Також тут знаходиться філія національного музею країни, де представлено багато речей часів держави Двараваті, знайдених головним чином тут же.
Палац Санамчан був побудований наслідним принцом Вачіравудхом в 1907 — 10 рр. Зараз тут розташований один з кампусів університету Сілпакорн і музей короля Рами VI.
На сході провінції знаходиться буддистський парк Phutthamonthon, відомий своєю статуєю Будди (15,87 м), яка визнається однією з найвищих вільностоячих статуй Будди в світі.